# 藍色跳鼠
蓝色跳鼠（法語：Gerboise bleue），是法国第一个核试验計劃的代號。这一次原子弹爆炸试验发生1960年2月13日（阿尔及利亚撒哈拉大沙漠拉甘），在阿尔及利亚战争期间（1954年至1962年）。

## 命名由來
Gerboise是跳鼠，是一种沙漠啮齿动物，而蓝色是法国國旗的第一个颜色。因此，第二次和第三次炸弹分别被命名为“白色”（Gerboise Blanche）和“红色”（Gerboise Rouge）

## 試驗歷史
蓝色跳鼠是當時最大的首次试爆，大于美国的“三位一體”（2萬噸）、苏联的“RDS-1”（2.2萬噸）和英国的“颶風行動”（2.5萬噸）。当量為7万吨的跳鼠炸彈大于这三个炸弹的當量总和。相比之下，在长崎引爆的胖子原子彈為2.2万吨，其當量不到藍色跳鼠的三分之一。 
歷史上只有两个在撒哈拉沙漠引爆的炸彈比藍色跳鼠更為强大，其分別為：“红宝石”（10萬噸1963年10月20日）和「藍寶石」（15萬噸1965年2月25日）。两個炸彈都在Afella设施引爆。 
1966年至1996年间，在法属波利尼西亚进行了原子弹试验，包括老人星。而最后一个核弹，（小于12萬噸）也在1996年1月27日当天完成试爆。 
法军認為藍色跳鼠的核試驗是一項大成功，並且充分顯示了法國軍隊的设计力量。

## 參閲
- 法國與大規模殺傷性武器

## 外部連結
- Report of Pierre Billaud, physician present at the test （页面存档备份，存于）
- French Assembly report n°3571 （页面存档备份，存于）
- Les premiers essais français au Sahara (1960-1966) (fr)
- The failed atomic destiny of the French Algeria (fr)

template:Nuclear weapons tests of France